# Il commissario Maigret (serie televisiva)
Il commissario Maigret (Maigret) è una serie televisiva con protagonista il personaggio letterario ideato da Georges Simenon, interpretato da Bruno Cremer È composta da 54 episodi della durata di circa 90 minuti ciascuno, prodotti tra il 1991 e il 2005.
La serie è una coproduzione franco-svizzero-belga della Dune in collaborazione con Antenne 2, Television de la Suisse Romande e RTBF.

## Edizione italiana
Tutti gli episodi sono stati trasmessi anche in Italia.
Nell'estate del 1995 furono trasmessi 11 episodi su Rai 3, successivamente replicati su Raisat Premium. Dal 2003 su Rete 4 vennero trasmessi gli episodi inediti; dal 2007, l'intera serie andò in onda su Fox Crime.
Dal 2014 la serie viene trasmessa su LA7.
Dal 19 novembre 2023 le repliche vanno in onda su Top Crime e, successivamente, su Rete 4.